# Pol nedostopnosti
Pol nedostopnosti je točka na nekem geografskem območju, ki je najtežje dostopna, kar tradicionalno opredeljujemo kot oddaljenost od najbližje morske obale. Zgodovinsko se izraz nanaša na dobo pionirskih polarnih odprav, prvi ga je leta 1920 uporabil kanadski raziskovalec Vilhjalmur Stefansson za razlikovanje med severnim polom in točko v Arktičnem oceanu, ki je najdlje od obal in zato še večji izziv kot severni pol – t. i. severni pol nedostopnosti. Kasneje so take točke identificirali tudi za druga območja, a so zanimive zlasti za avanturiste, ki organizirajo odprave tja, v akademskem smislu pa so deležne manj pozornosti.
Pol nedostopnosti lahko v digitalni dobi izračunamo kot najmanjšo razdaljo med koti mnogokotnika, ki predstavlja obalno črto, in poljubno točko. Če ponovimo postopek za vse točke znotraj poligona ob določeni ločljivosti, je pol nedostopnosti tista, pri kateri je ta razdalja največja. Pred razvojem računalniške kartografije so uporabljali grafične metode. Po definiciji ima vsak pol nedostopnosti natanko tri enako oddaljene najbližje točke na obalni črti. Skozi njih lahko potegnemo krožnico, ki ne seka nobene obalne črte, in njeno središče na površini Zemljinega elipsoida (po obodu velikega kroga) je pol nedostopnosti. Pri določanju obstaja določena mera negotovosti zaradi nejasne ločnice med morjem in celino na mestih, kot so rečne delte.
Na Zemlji so glavni prepoznani poli nedostopnosti:
- severni pol nedostopnosti: 85°48′N 176°9′W / 85.800°N 176.150°W v Arktičnem oceanu 1008 km od otokov Ellesmere (Kanada), Komsomolec in Henrietta (Rusija). Leta 2013 prestavljen za več kot 200 km od prvotno določene točke zaradi boljšega kartiranja odročnih arktičnih otokov.[3]
- južni pol nedostopnosti: tradicionalno 82°6′S 54°58′E / 82.100°S 54.967°E na Antarktiki, na tem mestu je postavljena ruska polarna postaja.[4] Težaven za določitev zaradi negotovosti določitve obalne črte, od katere se raztezajo ledene police, zato različni viri podajajo različne koordinate.
- oceanski pol nedostopnosti: točka v svetovnem oceanu, ki je najdlje od obale, imenovana »točka Nemo« na približno 48°52.6′S 123°23.6′W / 48.8767°S 123.3933°W, 2688 km od otokov Ducie (Pitcairnovi otoki), Motu Nui (blizu Velikonočnega otoka) in Maher (Antarktika) v Tihem oceanu.[5]
- kontinentalni pol nedostopnosti: tega je možno določiti za vsako celino posebej, absolutno najbolj oddaljena od obal pa je točka v pokrajini Šindžjang na skrajnem zahodu Ljudske republike Kitajske, blizu mesta Urumči, približno 2510 km oddaljena od Obskega zaliva, Bengalskega zaliva in Arabskega morja. Zaradi negotovosti v eni od novejših študij niso mogli določiti ene same točke, temveč dve: 44°17′N 82°11′E / 44.29°N 82.19°E in 45°17′N 88°08′E / 45.28°N 88.14°E.[1]